# Soddy-Daisy
Soddy-Daisy est une municipalité américaine située dans le comté de Hamilton au Tennessee. Selon le recensement de 2010, sa population est de 12 714 habitants.

## Géographie
Soddy-Daisy est située à une vingtaine de kilomètres du centre de Chattanooga. Selon le Bureau de recensement des États-Unis, la municipalité s'étend en 2010 sur une superficie de 23,44 milles carrés (60,71 km2), dont 0,82 milles carrés (2,12 km2) d'étendues d'eau.

## Histoire
Soddy et Daisy sont deux communautés minières prospères jusqu'aux années 1930. En avril 1969, les deux bourgs deviennent une municipalité unique, Soddy-Daisy, le long de l'U.S. Route 27.
Le village de Soddy doit son nom à un mot amérindien Tsati (qui signifie « le lieu des petites gorgées ») ou à William Sodder, receveur des postes local ; Daisy est nommée d'après la fille de Thomas Parks, dirigeant d'une société minière locale,.

## Démographie
La population de Soddy-Daisy est estimée à 13 217 habitants au 1er juillet 2016.
Le revenu par habitant était en moyenne de 24 191 dollars par an entre 2012 et 2016, en-dessous de la moyenne du Tennessee (26 019 dollars) et de la moyenne nationale (29 829 dollars). Sur cette même période, 11,1 % des habitants de Soddy-Daisy vivaient sous le seuil de pauvreté (contre 15,8 % dans l'État et 12,7 % à l'échelle des États-Unis).